# Матч-пойнт (фільм)
«Матч-пойнт» (англ. Match Point) — драматичний трилер Вуді Аллена, який з'явився в 2005 році. У фільмі розповідається історія колишнього тенісиста-професіонала Кріса Вілтона, який після знайомства з родиною багатих аристократів Г'юїтів починає робити швидку кар'єру у вищому британському товаристві. Фільм був номінований на премію Оскар у категорії найкращий оригінальний сценарій.

## Сюжет
Фільм розпочинається закадровим голосом головного героя — тренера Кріса Вілтона:
|  | Той, хто сказав: «краще бути щасливцем, ніж добродієм», справді розумівся на житті. Люди бояться визнати, що майже все в житті визначає талан. Страшно уявити, як мало залежить від нас самих. Під час матчу м'ячик часом влучає в сітку, наступної миті він падає. Якщо пощастить, він падає на половину суперника, і ти виграєш. Якщо не пощастить — ти програєш. Оригінальний текст (англ.) The man who said, "I'd rather be lucky than good," saw deeply into life. People are afraid to face how great a part of life is dependent on luck. It's scary to think so much is out of one's control. There are moments in a match when the ball hits the top of the net, and for a split second it can either go forward or fall back. With a little luck, it goes forward and you win. Or maybe it doesn't, and you lose. |

Одночасно показується гра в теніс. М'яч вдарившись у верхній край сітки, підлітає вертикально вверх. Від того на яку половину поля впаде м'яч залежить хто переможе.
Події фільму розгортаються в Англії. Кріс Вілтон (Джонатан Ріс-Маєрс), усвідомлюючи, що не стане успішним професійним гравцем в теніс, влаштовується тренером в ексклюзивному англійському спортивному клубі. Він знайомиться з Томом Г'юїтом, молодиком з дуже багатої родини. При цьому він заводить роман із сестрою Тома, Хлоєю, знайомиться з його батьками і фліртує з його нареченою, безробітною актрисою Нолою Райс (Скарлет Йохансон). Через деякий час Кріс одружується з Хлоєю і стає успішним бізнесменом, отримавши хорошу високооплачувану роботу у фірмі її батька. Нола віддається йому, але після цього відмовляється продовжувати роман з Крісом. Любов до Ноли перетворює Кріса на божевільного.
Незабаром після цього Г'юїт розлучається з Нолою, але Крісу це не допомагає: Нола змінює телефон і переїжджає. Проте Кріс випадково зустрічає Нолу на виставці. Нола погоджується дати йому номер телефону. Починається бурхливий роман між Крісом і Нолою, в той же час Хлоя, лагідна і любляча дружина, цікавить Кріса все менше і менше. Хлоя намагається, але не може завагітніти, і секс між нею та її чоловіком перетворюється в медичну процедуру.
Нола вагітніє і навідріз відмовляється зробити аборт. Кріс обіцяє Нолі, що розповість Хлої про все і розлучитися з нею, хоча таке розлучення буде для нього і крахом кар'єри: батько Хлої викине його з роботи. Однак він не може зібратися з духом і завдати наївній Хлої такий удар, і відтягує з поясненням. Поступово Кріс починає шкодувати про свою необачну обіцянку. Нола все жорсткіше тисне на Кріса, погрожує сама розповісти Хлої про їхній роман і звинувачує Кріса в тому, що він водить її за ніс. Кріс не знає як звільнитися від Ноли.
Кріс бере мисливську рушницю свого тестя, проникає в квартиру до літньої сусідки Ноли, вбиває її та інсценує пограбування, викрадаючи гроші, коштовності і ліки. Після цього він чекає, коли на сходовому майданчику з'явиться Нола і вбиває її, щоб вбивство Ноли виглядало як вбивство випадкового свідка. Після цього він позбувається викрадених речей, викинувши їх у річку. Однак каблучка з пальця літньої пані, вдарившись об перила, подібно м'ячику на початку фільму, підлітає вверх і падає на асфальт.
Наступного дня після вбивства Хлоя дізнається про свою вагітність і повідомляє це батькам і Крісу. В цей же час лунає дзвінок від детектива, що розслідує справу: Кріса просять з'явитися в поліцейський відділок. На думку Кріса, поліція вважає, що якийсь наркоман вбив сусідку Ноли з метою пограбування, а потім і Нолу як випадкову свідка. Поліція знаходить щоденник Ноли і починає підозрювати Кріса. Через кілька днів після вбивства одному зі слідчих, який веде справу про вбивство, сниться сон, у якому він бачить Кріса, Нолу та її сусідку.
|  | Кріс: Ноло... це було нелегко. Та коли час настав, я зміг вистрілити. Ніколи не знаєш, хто тебе оточує, доки не настане критична мить. Людина може поховати свою совість і... жити далі. Це необхідно. Інакше вона [совість] тебе розчавить. Сусідка: Як щодо мене? Щодо безневинної сусідки? Я не мала до ваших стосунків жодного відношення. Тебе не гризе сумління через смерть невинного свідка? Кріс: Іноді невинні помирають, щоб посприяти втіленню грандіозніших планів. Ви були побічним ефектом. Сусідка: Так само, як ваша дитина. Кріс: Софокл казав: «Можливо, найкраща доля — взагалі не народжуватися». Нола: Готуйся до розплати, Крісе. Ти діяв незграбно. Залишив купу слідів. Ти ніби благаєш, щоб тебе викрили. Кріс: Якби мене арештували й віддали під суд, це було б нормально. Принаймні, це було б виявом справедливості. Проблиском... надії на можливість сенсу існування. Оригінальний текст (англ.) Chris: Nola... it wasn't easy. But when the time came, I could pull the trigger. You never know who your neighbors are till there's a crisis. You can learn to push the guilt under the rug and... go on. You have to. Otherwise it overwhelms you. Mrs. Eastby: And what about me? What about the next-door neighbor? I had no involvement in this awful affair. Is there no problem about me having to die as an innocent bystander? Chris: The innocent are sometimes slain to make way for a grander scheme. You were collateral damage. Mrs. Eastby: So was your own child. Chris: Sophocles said: "To never have been born may be the greatest boon of all." Nola: Prepare to pay the price, Chris. Your actions were clumsy. Full of holes. Almost like someone begging to be found out. Chris: It would be fitting if I were apprehended and punished. At least there would be some small sign ofjustice. Some small... measure of hope for the possibility of meaning. |

Проте, Кріса рятує випадковість: через кілька днів після того, як він убив Нолу, в районі відбувається ще одне вбивство: застрелений наркоман, і у нього в кишені знаходять кільце з квартири сусідки Ноли, убитої Крісом. Таким чином, вбивство Ноли та її сусідки однозначно приписується наркоману.
Остання сцена — Хлоя приносить з пологового будинку новонароджене немовля, в родині Кріса свято, але Кріс не бере участі в ньому, а стоїть і дивиться у вікно.

## У ролях
- Скарлетт Йоганссон — Нола Райс
- Джонатан Ріс-Маєрс — Кріс Вілтон
- Емілі Мортімер — Хлоя Г'юїт Вілтон
- Метью Ґуд — Том Г'юїт
- Брайан Кокс — Алек Г'юїт
- Пенелопа Вілтон — Елеонора Г'юїт
- Юен Бремнер — Інспектор Дауд
- Джеймс Несбіт — детектив Банер
- Маргарет Тущак — Ніколь Істбі
- Сімона Кунц — Карвер Род
- Морн Ботс — Мішель
- Роуз Кіган — Керол
- Едді Маршан — Рівз
- Міранда Райсон — Гізер
- Зої Телфорд — Саманта

## Касові збори
Матч-пойнт перервав довгу серію некасових фільмів Вуді Алена. У світовому прокаті картина заробила 85,306,374 доларів до 5 жовтня 2006 року. Касові збори у США були невисокими (23 151 529 $), касові збори поза межами США склали 62 146 742 доларів.

## Нагороди
Оскар:
- Найкращий оригінальний сценарій — Вуді Аллен (номінація)

Золотий глобус:
- Найкращий режисер — Вуді Аллен (номінація)
- Найкраща актриса другого плану Скарлет Йохансон (номінація)
- Найкращий Фільм-Драма (номінація)
- Найкращий сценарій — Вуді Аллен (номінація)

Фільм отримав 6 нагород з інших кінопремій.

## Цікаві факти
- Це найдовший фільм Вуді Алена (його тривалість 124 хвилини).
- Запрошення на роль Ноли Райс спочатку отримала Кейт Вінслет, але була змушена відмовитися, щоб провести більше часу з сім'єю. Нола Райс за сценарієм була англійкою, але після того, як на цю роль затвердили Скарлетт Йоганссон, сценарій був відкоригований, і Нола стала американкою.
- Прем'єра фільму відбулася на Канському кінофестивалі 2005 року.
- На початку фільму Кріс Вілтон читає «Злочин і кара» Федора Достоєвського.
- Сюжет фільму перегукується з сюжетом роману Теодора Драйзера «Американська трагедія» (1925).
- В одній зі сцен фільму герої відправляються в кінотеатр на картину Уолтера Салеса «Щоденники мотоцикліста» (ісп. Diarios де Motocicleta) про молодого Че Гевару.
- У фільмі звучить музика Жоржа Бізе, Гаетано Доніцетті, Джузеппе Верді, Джоаккіно Россіні, Ендрю Ллойда Веббера і Карлоса Гомеса.